# Half Moon Bay Airport

i7
i11
i13
Der Half Moon Bay Airport (IATA-Code: HAF, ICAO-Code: KHAF), auch als Eddie Andreini Sr. Airfield bezeichnet, ist ein öffentlicher Flughafen im San Mateo County, etwa 9 km nordwestlich von Half Moon Bay. Er liegt etwa 25 km südlich der Großstadt San Francisco.

## Geschichte
Der Flughafen wurde vom Staat Kalifornien 1942 für die US Army als Hilfslandeplatz für die Salinas Army Air Base gebaut. Dort wurden Piloten von Aufklärungsflugzeugen ausgebildet, die Flüge wurden von Half Moon Bay aus durchgeführt, um Salinas zu entlasten, bei den eingesetzten Flugzeugen handelte es sich um Leicht- und kleinere Jagdflugzeuge, die für Aufklärungsaufgaben umgebaut worden waren. Zudem wurden von den beiden Flughäfen aus Küstenpatrouillen durchgeführt.
Da auf dem Flughafen keine Flugzeuge der US-Streitkräfte dauerhaft stationiert waren, konnten Flugzeuge auf Ausbildungsflügen dort lediglich betankt werden, etwa für Reparaturen mussten die Flugzeuge an andere Stützpunkte gebracht werden. Die Unterstellung der Basis wechselte während des Krieges mehrmals zwischen diversen Kommandos. Am 1. Juni 1945 erteilte das War Department eine fünfjährige Betriebsgenehmigung für die United States Navy – Bezeichnung „Outlying Field, Half Moon Bay“ –, allerdings wurde der Flugplatz bereits 1947 vom San Mateo County erworben und zu einem zivilen Flughafen ausgebaut. Die laufenden Kosten werden allein über Landegebühren und freiwillige Beiträge der Nutzer finanziert, das County muss den Unterhalt nicht mitfinanzieren.
Am 8. Dezember 2015 erhielt der Flughafen seinen aktuellen Namen: Eddie Andreini Sr. Airfield. Eddie Andreini hatte sich für die Fliegerei im San Mateo County eingesetzt und flog seit 1953 auf dem Flughafen, er starb 2014 bei einem Flugunfall auf der Travis Air Force Base in Fairfield. auf dem Flughafen findet jährlich das Event Pacific Coast Dream Machines statt, das im April auf dem Flughafen gastiert.

## Flughafenanlagen
Der Flughafen liegt auf einer Höhe von 20 Metern über dem Meeresspiegel und besitzt eine Start- und Landebahn mit der Ausrichtung 12/30 und einer Länge von 5000 Fuß bei einer Breite von 150 Fuß. Neben seiner Rolle als Stützpunkt für private Flugzeuge fungiert er auch als Basis für Luftrettungs-, Polizei- und Küstenwach-Einsätze. Aktuell sind etwa 80 Flugzeuge dauerhaft auf dem Flughafen stationiert. Im Durchschnitt finden 164 Flugbewegungen am Tag statt, davon gehören 99,8 % zum Bereich General Aviation (Allgemeine Luftfahrt).